# 簡廣易
簡廣易（1944年1月12日—2000年8月21日）生於四川重慶。9歲開始學笛子，1962年畢業於中央音樂學院附屬中學，師從段廣義、葉仰曦和劉森。畢業後選擇加入中國廣播藝術團民樂團工作，曾經錄制出版的個人獨奏專輯《家鄉讚》及《簡廣易笛子曲集》，1966年創作的《牧民新歌》成為當時笛子曲的代表作。簡廣易在2000年夏天去世。有傳言是憂鬱症死，也有傳言是自殺，但未經證實。

## 笛子改革
當時演奏大量半音和轉調的中外曲目，簡廣易與劉森等在6孔笛上發展運用手指、氣息和舌頭的技術以乎合當時需要。簡廣易成功將小提琴曲《流浪者之歌》(Zigeunerweisen)改編成笛子獨奏曲。

## 主要作品
- 《牧民新歌》
- 《山村迎親人》
- 《家鄉贊》
- 《快樂的競賽》
- 《喜看豐收景》

## 外部連結
1. 悲說曠世金笛簡廣易